# Hundborgstenen
Hundborgstenen er en 170 ton tung vandreblok af typen larvikit som menes af været kommet til Danmark fra Larvik under istiden. Den er baseret på dens volumen og masse den 6. største sten i Danmark. Den er opkaldt efter den nærliggende landsby Hundborg. Stenen blev første gang opdaget i 1938, da den daværende ejer af jorden Jens Hedegaard stødte på stenen utallige gange med sin plov. Det viste sig dog at stenen ikke lige kunne fjernes. Den 14. juni 2019 begyndte man at grave stenen fri med målet om at få den flyttet op for at skabe en ny seværdighed i Thisted kommune. Stenens placering er Brendhøjvej 15.